# Laura Siegemundová
Laura Natalie Siegemundová (nepřechýleně Siegemund, * 4. března 1988 Filderstadt) je německá profesionální tenistka. Na grandslamu zvítězila ve smíšených soutěžích na US Open 2016 s Matem Pavićem a French Open 2024 s Édouardem Rogerem-Vasselinem. V ženské čtyřhře triumfovala na US Open 2020 po boku Věry Zvonarevové, s níž také prohrála finále na US Open 2023. Ve své dosavadní kariéře na okruhu WTA Tour vyhrála dva singlové turnaje, na båstadském Swedish Open 2016 a Porsche Tennis Grand Prix 2017 ve Stuttgartu. K nim přidala patnáct deblových trofejí, včetně Turnaje mistryň 2023. V rámci okruhu ITF získala čtrnáct titulů ve dvouhře a dvacet ve čtyřhře.
Na žebříčku WTA byla ve dvouhře nejvýše klasifikována v srpnu 2016 na 27. místě a ve čtyřhře v lednu 2024 na 4. místě. Trénuje ji Ital Antonio Zucca.
V německém týmu Billie Jean King Cupu debutovala v roce 2017 havajským čtvrtfinálem světové skupiny proti Spojeným státům, v němž za rozhodnutého stavu skrečovala s Carinou Witthöftovou závěrečnou čtyřhru. Američanky zvítězily 4:0 na zápasy. Do listopadu 2024 v soutěži nastoupila k osmi mezistátním utkáním s bilancí 4–2 ve dvouhře a 0–4 ve čtyřhře.
Německo reprezentovala na Letních olympijských hrách 2016 v Riu de Janeiru, kde se v ženské dvouhře probojovala jako nenasazená do čtvrtfinále, v němž ve dvou setech podlehla portorické tenistce Mónice Puigové. Do ženské čtyřhry nastoupila s Annou-Lenou Grönefeldovou. Soutěž opustily po prohře v úvodním kole od ruského páru Darja Kasatkinová a Světlana Kuzněcovová. Zúčastnila se také odložených Her XXXII. olympiády v Tokiu, kde v úvodním kole dvouhry podlehla pozdější bronzové medailistce Elině Svitolinové z Ukrajiny. Spolu s Annou-Lenou Friedsamovou nestačily v úvodní fázi ženské čtyřhry na Veroniku Kuděrmetovovou a Jelenu Vesninovou. S Kevinem Krawietzem nastoupila i do smíšené soutěže, v níž dohráli ve čtvrtfinále se Srby Djokovićem a Stojanovićovou.

## Tenisová kariéra
První ženský turnaj na okruhu ITF odehrála v roce 2002, když startovala na malé antukové události v Makarské. K úvodnímu zápasu na okruhu WTA Tour nastoupila v kvalifikaci posledního ročníku zářijového Sparkassen Cupu 2003, konaného na tvrdém povrchu v Lipsku. V následujících sezónách se neúspěšně pokoušela přejít kvalifikační fázi. Debutovým startem v hlavní soutěži WTA se stal až båstadský Collector Swedish Open 2010, kde v prvním kole podlehla Nizozemce Arantxe Rusové.

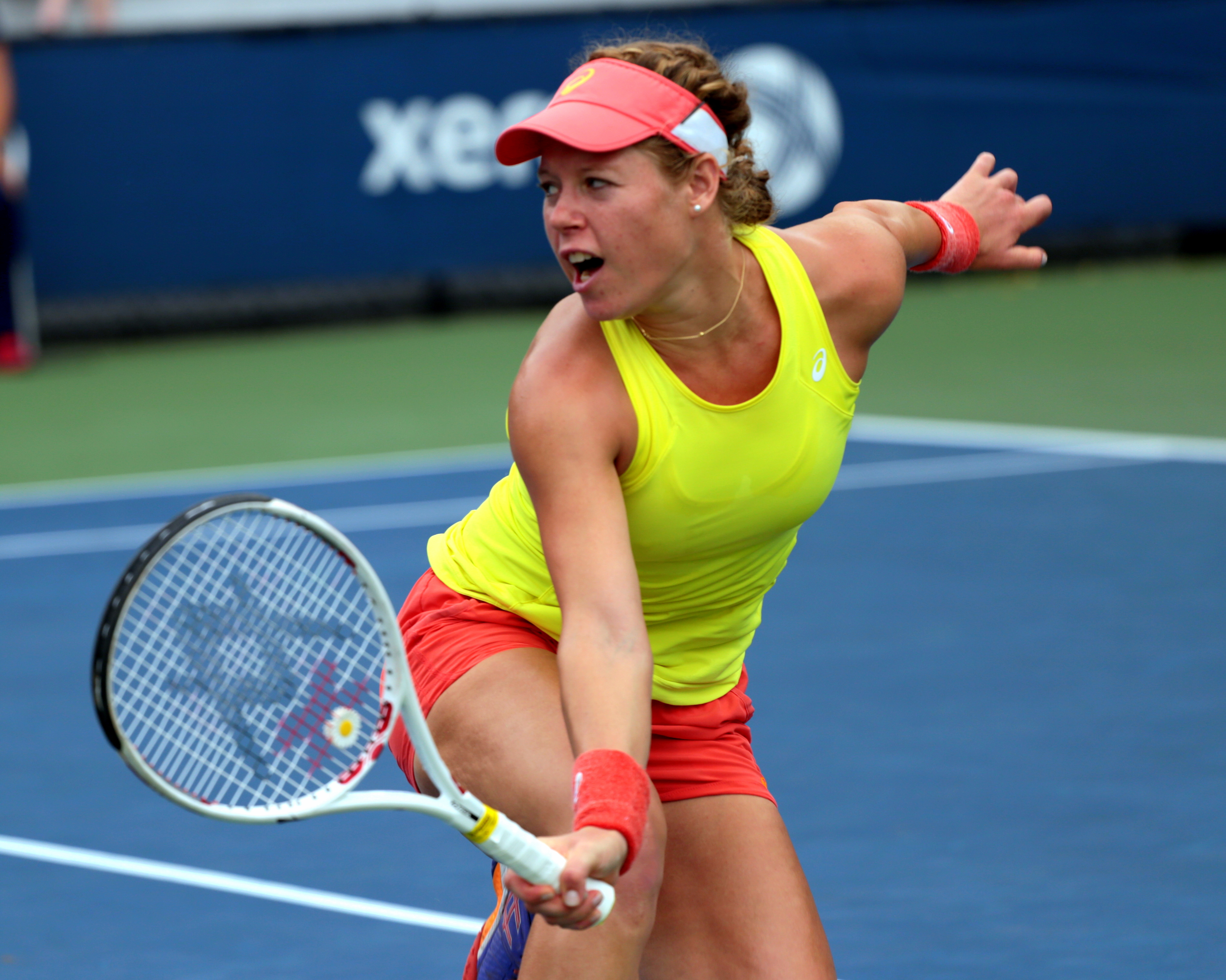
Bekhendový volej na US Open 2015

Do premiérového finále na okruhu WTA Tour se probojovala v deblové soutěži Grand Prix SAR La Princesse Lalla Meryem 2015, probíhající v dubnu na marrákešské antuce. Po boku Maryny Zanevské podlehly maďarsko-francouzské dvojici Tímea Babosová a Kristina Mladenovicová po dvousetovém průběhu. Na počátku června pak na této úrovni získala první titul, když s Američankou Asiou Muhammadovou překvapivě vyhrály travnatý Topshelf Open 2015 v 's-Hertogenboschi, když ve finálovém duelu zdolaly zkušený srbsko-ruský pár Jelena Jankovićová a Anastasija Pavljučenkovová. Druhou deblovou trofej si odvezla z antukového Brasil Tennis Cupu 2015, hraného ve Florianópolisu, kde s krajankou Annikou Beckovou ve finále přehrály argentinsko-polskou dvojici María Irigoyenová a Paula Kaniová.
Na nejvyšší grandslamové úrovni prošla kvalifikací do hlavní soutěže poprvé během Wimbledonu 2015, když v rozhodujícím třetím kvalifikačním kole přehrála Lucemburčanku Mandy Minellaovou. Do premiérového finále dvouhry túry WTA Tour prošla jako kvalifikantka dubnového Porsche Tennis Grand Prix 2016. Poprvé v kariéře si zahrála semifinále a na cestě do finále dokázala vyřadit tři členky elitní světové osmičky – Simonu Halepovou, Robertu Vinciovou a druhou hráčku žebříčku Agnieszku Radwaňskou. V boji o titul podlehla favorizované obhájkyni trofeje Angelique Kerberové ve dvou setech. Bodový zisk jí v následném pořadí zajistil nové kariérní maximum, když 25. dubna 2016 figurovala na 42. místě.

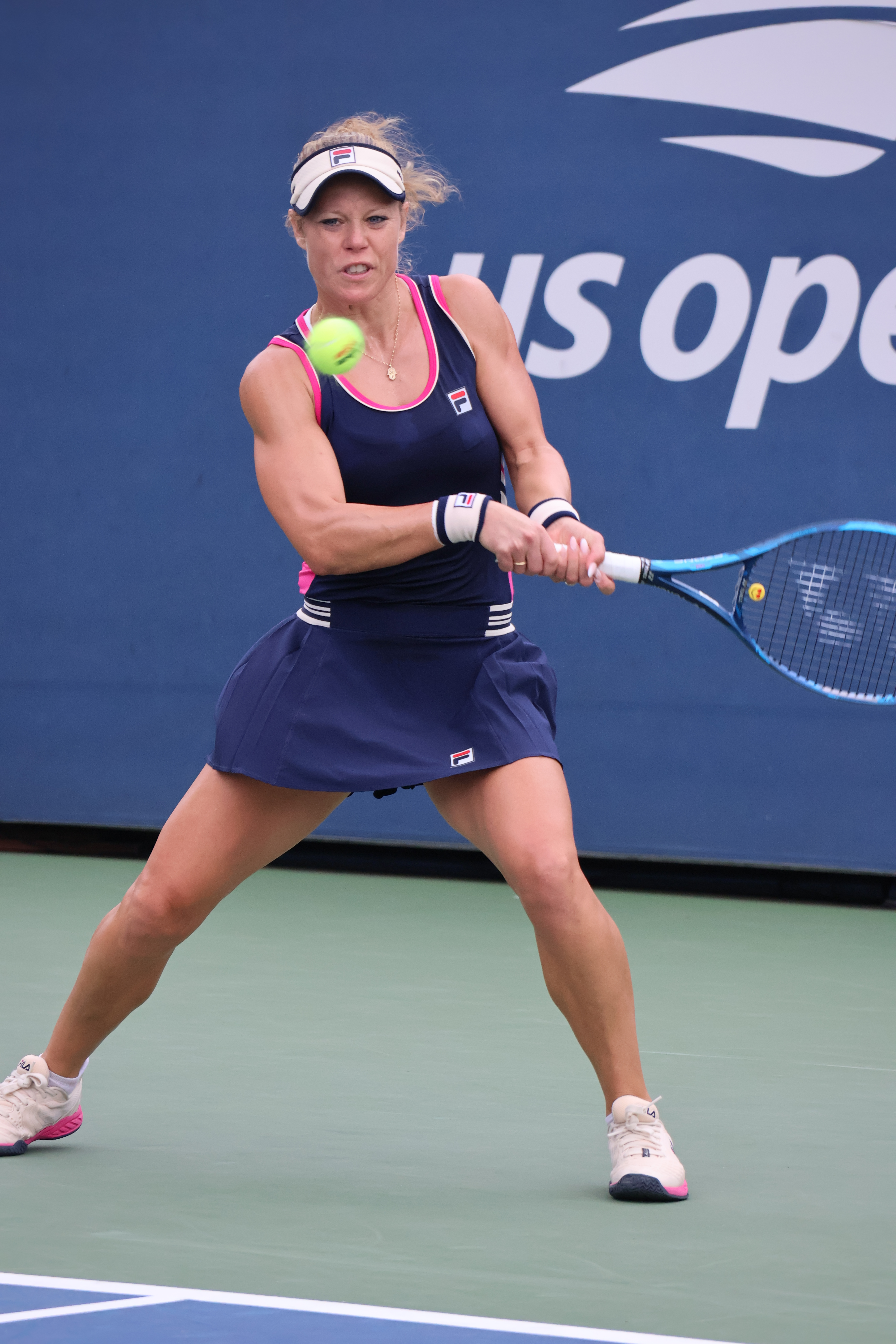
Bekhend na US Open 2023

Do druhého finále se probojovala na antukovém Swedish Open 2016 v Båstadu postupně přes ukrajinskou kvalifikantku Katerynu Kozlovovou, další hráčku z kvalifikace Lucii Hradeckou, Španělku Laru Arruabarrenovou, krajanku Julií Görgesovou a v rozhodujícím utkání zvítězila nad Kateřinu Siniakovou, což znamenalo premiérový singlový titul.
Ve svém rodišti obdržela divokou kartu na halový Porsche Tennis Grand Prix 2017, kam zavítala v roli obhájkyně finálové účasti. Formu zužitkovala výhrami nad třemi hráčkami první světové desítky, když dokázala postupně vyřadit devítku Světlanu Kuzněcovovou, trojku Karolínu Plíškovou ve čtvrtfinále a poté pětku Simonu Halepovou. V boji o titul přehrála Francouzku z druhé desítky Kristinu Mladenovicovou až v tiebreaku rozhodující sady. Na silně obsazeném turnaji, kde startovalo osm z deseti hráček elitní desítky, tak dosáhla na druhou singlovou trofej. Následně se posunula na 30. místo žebříčku WTA, tři příčky za kariérní maximum. Vyjma finanční odměny si odvezla také červený sportovní vůz Porsche 911, model Carrera GTS Cabriolet. Na květnovém Nürnberger Versicherungscup 2017 v Norimberku utrpěla v utkání druhého kola, proti české kvalifikantce Barboře Krejčíkové, zranění kolene a dvorec opustila na nosítkách. K poranění v důsledku pádu došlo v závěru druhé sady za vedení Němky 6–4 a 5–5. Diagnostikováno bylo přetržení předního zkříženého vazu. Z navazujícího French Open se tak musela odhlásit.

## Finále na Grand Slamu

### Ženská čtyřhra: 2 (1–1)
| Stav       | rok  | turnaj  | povrch | spoluhráčka      | soupeřky ve finále                   | výsledek       |
| ---------- | ---- | ------- | ------ | ---------------- | ------------------------------------ | -------------- |
| Vítězka    | 2020 | US Open | tvrdý  | Věra Zvonarevová | Nicole Melicharová Sü I-fan          | 6–4, 6–4       |
| Finalistka | 2023 | US Open | tvrdý  | Věra Zvonarevová | Gabriela Dabrowská Erin Routliffeová | 6–7(9–11), 3–6 |

### Smíšená čtyřhra: 2 (2–0)
| Stav    | rok  | turnaj      | povrch | spoluhráč              | soupeři ve finále                | výsledek |
| ------- | ---- | ----------- | ------ | ---------------------- | -------------------------------- | -------- |
| Vítězka | 2016 | US Open     | tvrdý  | Mate Pavić             | Coco Vandewegheová Rajeev Ram    | 6–4, 6–4 |
| Vítězka | 2024 | French Open | antuka | Édouard Roger-Vasselin | Desirae Krawczyková Neal Skupski | 6–4, 7–5 |

## Finále Turnaje mistryň

### Čtyřhra: 1 (1–0)
| Stav    | Rok  | turnaj         | povrch | spoluhráčka      | soupeřky ve finále                            | výsledek |
| ------- | ---- | -------------- | ------ | ---------------- | --------------------------------------------- | -------- |
| Vítězka | 2023 | Cancún, Mexiko | tvrdý  | Věra Zvonarevová | Nicole Melicharová-Martinezová Ellen Perezová | 6–4, 6–4 |

## Finále na okruhu WTA Tour
| Legenda                                          |
| ------------------------------------------------ |
| D – dvouhra; Č – čtyřhra                         |
| Grand Slam (1–1 Č)                               |
| Turnaj mistryň (1–0 Č)                           |
| Premier Mandatory & Premier 5 / WTA 1000 (1–2 Č) |
| Premier / WTA 500 (1–1 D; 2–3 Č)                 |
| International / WTA 250 (1–2 D; 9–3 Č)           |

### Dvouhra: 5 (2–3)
| Stav       | č. | datum             | turnaj             | kategorie     | povrch     | soupeřka ve finále     | výsledek           |
| ---------- | -- | ----------------- | ------------------ | ------------- | ---------- | ---------------------- | ------------------ |
| Finalistka | 1. | 24. dubna 2016    | Stuttgart, Německo | Premier       | antuka (h) | Angelique Kerberová    | 4–6, 0–6           |
| Vítězka    | 1. | 24. července 2016 | Båstad, Švédsko    | International | antuka     | Kateřina Siniaková     | 7–5, 6–1           |
| Vítězka    | 2. | 30. dubna 2017    | Stuttgart, Německo | Premier       | antuka (h) | Kristina Mladenovicová | 6–1, 2–6, 7–6(7–5) |
| Finalistka | 2. | 30. července 2023 | Varšava, Polsko    | WTA 250       | tvrdý      | Iga Świąteková         | 0–6, 1–6           |
| Finalistka | 3. | 22. září 2024     | Chua Chin, Thajsko | WTA 250       | tvrdý      | Rebecca Šramková       | 4–6, 4–6           |

### Čtyřhra: 24 (15–9)
| Stav       | č.  | datum             | turnaj                           | kategorie      | povrch    | spoluhráčka                 | soupeřky ve finále                                   | výsledek              |
| ---------- | --- | ----------------- | -------------------------------- | -------------- | --------- | --------------------------- | ---------------------------------------------------- | --------------------- |
| Finalistka | 1.  | 27. dubna 2015    | Marrákeš, Maroko                 | International  | antuka    | Maryna Zanevská             | Tímea Babosová Kristina Mladenovicová                | 1–6, 6–7(5–7)         |
| Vítězka    | 1.  | 8. června 2015    | 's-Hertogenbosch, Nizozemsko     | International  | tráva     | Asia Muhammadová            | Jelena Jankovićová Anastasija Pavljučenkovová        | 6–3, 7–5              |
| Vítězka    | 2.  | 31. července 2015 | Florianópolis, Brazílie          | International  | antuka    | Annika Becková              | María Irigoyenová Paula Kaniová                      | 6–3, 7–6(7–1)         |
| Vítězka    | 3.  | 19. října 2015    | Lucemburk, Lucembursko           | International  | tvrdý (h) | Mona Barthelová             | Anabel Medina Garriguesová Arantxa Parra Santonjaová | 6–2, 7–6(7–2)         |
| Finalistka | 2.  | 19. června 2016   | Mallorca, Španělsko              | International  | tráva     | Anna-Lena Friedsamová       | Gabriela Dabrowská María José Martínez Sánchezová    | 4–6, 2–6              |
| Finalistka | 3.  | 25. srpna 2018    | New Haven, Spojené státy         | Premier        | tvrdý     | Sie Šu-wej                  | Andrea Sestini Hlaváčková Barbora Strýcová           | 4–6, 7–6(9–7), [4–10] |
| Vítězka    | 4.  | 19. října 2018    | Moskva, Rusko                    | Premier        | tvrdý (h) | Alexandra Panovová          | Darija Juraková Ioana Raluca Olaruová                | 6–2, 7–6(7–2)         |
| Vítězka    | 5.  | 21. září 2019     | Kanton, Čína                     | International  | tvrdý     | Pcheng Šuaj                 | Alexa Guarachiová Giuliana Olmosová                  | 6–2, 6–1              |
| Vítězka    | 6.  | 11. září 2020     | US Open, New York, Spojené státy | Grand Slam     | tvrdý     | Věra Zvonarevová            | Nicole Melicharová Sü I-fan                          | 6–4, 6–4              |
| Vítězka    | 7.  | 6. března 2022    | Lyon, Francie                    | WTA 250        | tvrdý (h) | Věra Zvonarevová            | Alicia Barnettová Olivia Nichollsová                 | 7–6, 6–1              |
| Vítězka    | 8.  | 3. dubna 2022     | Miami, Spojené státy             | WTA 1000       | tvrdý     | Věra Zvonarevová            | Veronika Kuděrmetovová Elise Mertensová              | 7–6(7–3), 7–5         |
| Finalistka | 4.  | 2. října 2022     | Tallinn, Estonsko                | WTA 250        | tvrdý (h) | Nicole Melichar-Martinezová | Ljudmyla Kičenoková Nadija Kičenoková                | 5–7, 6–4, [7–10]      |
| Vítězka    | 9.  | 16. října 2022    | Kluž, Rumunsko                   | WTA 250        | tvrdý (h) | Kirsten Flipkensová         | Kamilla Rachimovová Jana Sizikovová                  | 6–3, 7–5              |
| Vítězka    | 10. | 14. ledna 2023    | Hobart, Austrálie                | WTA 250        | tvrdý     | Kirsten Flipkensová         | Viktorija Golubicová Panna Udvardyová                | 6–4, 7–5              |
| Finalistka | 5.  | 18. března 2023   | Indian Wells, Spojené státy      | WTA 1000       | tvrdý     | Beatriz Haddad Maiová       | Barbora Krejčíková Kateřina Siniaková                | 1–6, 7–6(7–3), [7–10] |
| Vítězka    | 11. | 6. srpna 2023     | Washington, D.C., Spojené státy  | WTA 500        | tvrdý     | Věra Zvonarevová            | Alexa Guarachiová Monica Niculescuová                | 6–4, 6–4              |
| Finalistka | 6.  | 10. září 2023     | US Open, New York, Spojené státy | Grand Slam     | tvrdý     | Věra Zvonarevová            | Gabriela Dabrowská Erin Routliffeová                 | 6–7(9–11), 3–6        |
| Vítězka    | 12. | 30. září 2023     | Ning-po, Čína                    | WTA 250        | tvrdý     | Věra Zvonarevová            | Kuo Chan-jü Ťiang Sin-jü                             | 4–6, 6–3, [10–5]      |
| Vítězka    | 13. | 22. října 2023    | Nan-čchang, Čína                 | WTA 250        | tvrdý     | Věra Zvonarevová            | Eri Hozumiová Makoto Ninomijová                      | 6–4, 6–2              |
| Vítězka    | 14. | 6. listopadu 2023 | Cancún, Mexiko                   | Turnaj mistryň | tvrdý     | Věra Zvonarevová            | Nicole Melichar-Martinezová Ellen Perezová           | 6–4, 6–4              |
| Finalistka | 7.  | 5. května 2024    | Madrid, Španělsko                | WTA 1000       | antuka    | Barbora Krejčíková          | Cristina Bucșová Sara Sorribesová Tormová            | 0–6, 2–6              |
| Vítězka    | 15. | 20. října 2024    | Ósaka, Japonsko                  | WTA 250        | tvrdý     | Ena Šibaharaová             | Cristina Bucșová Monica Niculescuová                 | 3–6, 6–2, [10–2]      |
| Finalistka | 8.  | říjen 2024        | Tokio, Japonsko                  | WTA 500        | tvrdý     | Ena Šibaharaová             | Šúko Aojamová Eri Hozumiová                          | 4–6, 6–7(3–7)         |
| Finalistka | 9.  | leden 2025        | Adelaide, Austrálie              | WTA 500        | tvrdý     | Beatriz Haddad Maiová       | Kuo Chan-jü Alexandra Panovová                       | 5–7, 4–6              |

## Tituly na okruhu ITF
| Dotace turnajů okruhu ITF | Dotace turnajů okruhu ITF |
| ------------------------- | ------------------------- |
| 100 000 $ tournaments     | 80 000 $ tournaments      |
| 75 000 $ tournaments      | 60 000 $ tournaments      |
| 50 000 $ tournaments      | 25 000 $ tournaments      |
| 15 000 $ tournaments      | 10 000 $ tournaments      |

### Dvouhra (14 titulů)
| Č.  | datum             | turnaj                    | povrch | soupeřka ve finále        | výsledek           |
| --- | ----------------- | ------------------------- | ------ | ------------------------- | ------------------ |
| 1.  | 6. listopadu 2006 | Mallorca, Španělsko       | antuka | Gracia Radovanovicová     | 6–4, 6–1           |
| 2.  | 17. ledna 2011    | Lutz, Spojené státy       | antuka | Jessica Pegulaová         | 6–7(4–7), 6–1, 6–2 |
| 3.  | 16. července 2012 | Darmstadt, Německo        | antuka | Anna Karolína Schmiedlová | 7–6(9–7), 6–3      |
| 4.  | 23. července 2012 | Horb am Neckar, Německo   | antuka | Gaia Sanesiová            | 6–3, 6–0           |
| 5.  | 13. srpna 2012    | Ratingen, Germany         | antuka | Caitlin Whoriskeyová      | 6–2, 6–1           |
| 6.  | 1. dubna 2013     | Jackson, Spojené státy    | antuka | Florencia Molinerová      | 6–4, 6–0           |
| 7.  | 17. června 2013   | Lenzerheide, Švýcarsko    | antuka | Beatriz Haddad Maiová     | 6–2, 6–3           |
| 8.  | 24. června 2013   | Stuttgart, Německo        | antuka | Viktorija Golubicová      | 6–3, 3–6, 7–6(7–4) |
| 9.  | 6. ledna 2014     | Vero Beach, Spojené státy | antuka | Gabriela Dabrowská        | 6–3, 7–6(12–10)    |
| 10. | 7. dubna 2014     | Pelham, Spojené státy     | antuka | Julia Putincevová         | 6–1, 6–4           |
| 11. | 7. září 2015      | Biarritz, Francie         | antuka | Romina Oprandiová         | 7–5, 6–3           |
| 12. | srpen 2018        | Bad Saulgau, Německo      | antuka | Alexandra Cadanțuová      | 6–4, 6–2           |
| 13. | červen 2022       | Annenheim, Rakousko       | antuka | Lena Papadakisová         | 6–3, 6–2           |
| 14. | červen 2022       | Pörtschach, Rakousko      | antuka | Viktória Kužmová          | 6–2, 6–2           |

### Čtyřhra (20 titulů)
| Č.  | datum              | turnaj                           | povrch    | spoluhráčka             | soupeřky ve finále                          | výsledek                   |
| --- | ------------------ | -------------------------------- | --------- | ----------------------- | ------------------------------------------- | -------------------------- |
| 1.  | 4. července 2005   | Darmstadt, Německo               | antuka    | Vanessa Henkeová        | Vasilisa Bardinová Jaroslava Švedovová      | 6–4, 6–2                   |
| 2.  | 24. července 2006  | Les Contamines-Montjoie, Francie | tvrdý     | Catarina Ferreirová     | Christina Horiatopoulosová Caroline Maesová | 6–4, 2–6, 7–5              |
| 3.  | 14. srpna 2006     | Wahlstedt, Německo               | antuka    | Julia Görgesová         | Raluca Ciuleiová Neda Kozićová              | 6–1, 6–3                   |
| 4.  | 9. října 2006      | Lagos, Nigérie                   | tvrdý     | Magda Mihalacheová      | Lisa Sabinová Montinee Tangphongová         | 6–3, 6–3                   |
| 5.  | 11. června 2007    | Lenzerheide, Švýcarsko           | antuka    | Eva-Maria Hochová       | Amra Sadikovićová Paola Sprovieriová        | 6–4, 6–3                   |
| 6.  | 30. června 2008    | Stuttgart, Německo               | antuka    | Kristina Barroisová     | Katalin Marosiová Marina Tavaresová         | 6–3, 6–4                   |
| 7.  | 17. listopadu 2008 | Kalkata, Indie                   | tvrdý     | Ágnes Szatmáriová       | Lu Ťing-ťing Sun Šeng-nan                   | 7–5, 6–3                   |
| 8.  | 24. listopadu 2008 | Saint-Denis, Francie             | tvrdý     | Carmen Klaschková       | Surina de Beerová Tamaryn Hendlerová        | 6–3, 6–1                   |
| 9.  | 15. června 2009    | Montpellier, Francie             | antuka    | Julia Bejgelzimerová    | Stefania Boffová Story Tweedie-Yatesová     | 6–4, 6–1                   |
| 10. | 29. června 2009    | Stuttgart, Německo               | antuka    | Katalin Marosiová       | Leonie Mekelová Kathrin Wörleová            | 7–6(7–2), 6–7(6–8), [10–4] |
| 11. | 8. února 2010      | Laguna Niguel, Spojené státy     | tvrdý     | Anastasija Pivovarovová | Amanda Finková Elizabeth Lumpkinová         | 6–2, 6–3                   |
| 12. | 31. května 2010    | Brno, Česko                      | antuka    | Carmen Klaschková       | Darja Kustovová Lesja Curenková             | bez boje                   |
| 13. | 14. června 2010    | Montpellier, Francie             | antuka    | Lu Ťing-ťing            | Amandine Hesseová Ljudmyla Kičenoková       | 6–4, 6–2                   |
| 14. | 12. července 2010  | Darmstadt, Německo               | antuka    | Vitalija Ďjačenková     | Irina-Camelia Beguová Erika Semová          | 4–6, 6–1, [10–4]           |
| 15. | 30. dubna 2012     | Wiesbaden, Německo               | antuka    | Caitlin Whoriskeyová    | Alexandra Romanovová Sylwia Zagórská        | 6–0, 6–0                   |
| 16. | 11. února 2013     | Leimen, Německo                  | tvrdý (h) | Carolin Danielsová      | Antonia Lottnerová Daria Salnikovová        | 6–1, 6–4                   |
| 17. | 24. června 2013    | Stuttgart, Německo               | antuka    | Kristina Barroisová     | Stephanie Vogtová Sandra Zańiewská          | 7–6(7–1), 6–4              |
| 18. | 23. června 2014    | Stuttgart, Německo               | antuka    | Viktorija Golubicová    | Lesley Kerkhoveová Arantxa Rusová           | 6–3, 6–3                   |
| 19. | 3. listopadu 2014  | Šarm aš-Šajch, Egypt             | tvrdý     | Antonia Lottnerová      | Olga Jančuková Nastja Kolarová              | 6–1, 6–1                   |
| 20. | 1. června 2015     | Brescia, Itálie                  | antuka    | Renata Voráčová         | María Irigoyenová Stephanie Vogtová         | 6–2, 6–1                   |